# かみなり太鼓 (文楽)
かみなり太鼓は2014年初演の新作文楽。同年の夏休み特別公演向けの作品として作られた。小佐田定雄作、鶴沢清介作曲、桐竹勘十郎演出、望月太明蔵作調。

## あらすじ
かみなりのトロ吉は太鼓屋伝兵衛の女房の怒鳴り声に驚いて空から太鼓屋の庭先に墜落する。トロ吉は太鼓が上手にうてないためかみなり仲間から馬鹿にされていたが、伝兵衛の協力で上手にうてるようになり雲に乗って天へ帰っていく。